# Harun Ibrahim
Harun Mohammed Ademnur Ibrahim (Göteborg, 26 febbraio 2003) è un calciatore svedese, centrocampista del GAIS.

## Carriera

### Club
Ibrahim è cresciuto nelle giovanili dell'Angered MBIK, per cui ha debuttato in prima squadra nel corso della stagione 2020, in Division 3. Il 16 novembre 2020 è stato reso noto il suo passaggio al GAIS, a partire dal 1º gennaio 2021: ha firmato un contratto triennale. Ha quindi esordito in Superettan con questa maglia, in data 10 maggio 2021: ha sostituito Adam Egnell nella sconfitta per 1-0 subita sul campo dell'IFK Värnamo. La squadra è retrocessa in Ettan al termine di quella stessa stagione. Il 18 giugno 2022 ha trovato il primo gol, nella vittoria per 2-0 sul Vänersborgs IF.
Il 22 febbraio 2023, Ibrahim è stato ufficialmente tesserato dai norvegesi del Molde. Non ha giocato alcuna partita ufficiale in prima squadra con questa maglia, venendo ceduto al Sirius il successivo 31 agosto, con la formula del prestito. Tornato pertanto in Svezia, ha debuttato in Allsvenskan il 2 settembre seguente: ha sostituito Tashreeq Matthews nella sconfitta per 2-1 subita in casa dell'Halmstad.
Il 1º gennaio 2024, Ibrahim è tornato al GAIS, nel frattempo promosso in Allsvenskan, con la formula del prestito. Nel corso della stagione ha totalizzato 27 presenze, di cui 20 da titolare, contribuendo al sesto posto finale della squadra. Prima dell'inizio della stagione 2025, lo stesso GAIS ha annunciato di aver rilevato a titolo definitivo il giocatore, che ha firmato un contratto quinquennale.

## Statistiche

### Presenze e reti nei club
Statistiche aggiornate al 26 agosto 2024.
| Stagione       | Club         | Campionato  | Campionato | Campionato | Coppe nazionali | Coppe nazionali | Coppe nazionali | Coppe continentali | Coppe continentali | Coppe continentali | Supercoppe | Supercoppe | Supercoppe | Totale | Totale |
| Stagione       | Club         | Comp        | Pres       | Reti       | Comp            | Pres            | Reti            | Comp               | Pres               | Reti               | Comp       | Pres       | Reti       | Pres   | Reti   |
| -------------- | ------------ | ----------- | ---------- | ---------- | --------------- | --------------- | --------------- | ------------------ | ------------------ | ------------------ | ---------- | ---------- | ---------- | ------ | ------ |
| 2020           | Angered MBIK | D3          | 9          | 0          | CS              | 2               | 0               | -                  | -                  | -                  | -          | -          | -          | 11     | 0      |
| 2021           | GAIS         | S           | 6+1        | 0          | CS              | 1               | 0               | -                  | -                  | -                  | -          | -          | -          | 8      | 0      |
| 2022           | GAIS         | E           | 29         | 5          | CS              | 0               | 0               | -                  | -                  | -                  | -          | -          | -          | 29     | 5      |
| feb.-ago. 2023 | Molde        | ES          | 0          | 0          | CN              | 0               | 0               | UCL                | 0                  | 0                  | -          | -          | -          | 0      | 0      |
| ago.-dic. 2023 | Sirius       | A           | 6          | 0          | CS              | 0               | 0               | -                  | -                  | -                  | -          | -          | -          | 6      | 0      |
| 2024           | GAIS         | A           | 19         | 0          | CS+CS           | 1+1             | 0               | -                  | -                  | -                  | -          | -          | -          | 21     | 0      |
| Totale GAIS    | Totale GAIS  | Totale GAIS | 54+1       | 5+0        |                 | 3               | 0               |                    | -                  | -                  |            | -          | -          | 58     | 5      |
| Totale         | Totale       | Totale      | 69+1       | 5+0        |                 | 5               | 0               |                    | 0                  | 0                  |            | -          | -          | 75     | 5      |